# 397 (číslo)
Tři sta devadesát sedm je přirozené číslo. Následuje po číslu tři sta devadesát šest a předchází číslu tři sta devadesát osm. Římskými číslicemi se zapisuje CCCXCVII a řeckými číslicemi τϟζ.

## Matematika
397 je:
- Deficientní číslo
- Prvočíslo
- Šťastné číslo

## Astronomie
- (397) Vienna je planetka hlavního pásu, kterou objevil v roce 1894 Auguste Charlois

## Roky
- 397
- 397 př. n. l.